# توم ديني
توم ديني (بالإنجليزية: Tom Denney)‏ هو عازف قيثارة ومنتج أسطوانات أمريكي، ولد في 23 نوفمبر 1982 في أوكالا في الولايات المتحدة.

## وصلات خارجية
- توم ديني على موقع ميوزك برينز (الإنجليزية)
- توم ديني على موقع أول ميوزيك (الإنجليزية)